# Erol Pohlreich
Erol Rudolf Pohlreich (* 28. Mai 1980 in Bielefeld) ist ein deutscher Rechtswissenschaftler, Hochschullehrer und Richter. Er ist Professor für Strafrecht an der Europa-Universität Viadrina in Frankfurt (Oder) sowie im zweiten Hauptamt Richter am Kammergericht. Seine Forschungsschwerpunkte sind der Menschenrechtsschutz, das Sanktionenrecht und die Strafrechtsvergleichung.

## Leben
Nach dem Abitur am Ratsgymnasium zu Bielefeld und seinem Zivildienst beim Deutschen Roten Kreuz in Bielefeld studierte Pohlreich Rechtswissenschaft an der Humboldt-Universität zu Berlin, der Université Paris II – Panthéon-Assas und der Universität Hamburg. Im Anschluss an sein erstes Staatsexamen promovierte er bei Martin Heger an der Humboldt-Universität zu Berlin zum Thema „‘Ehrenmorde‘ im Wandel des Strafrechts. Eine vergleichende Untersuchung unter Berücksichtigung des römischen, französischen, türkischen und deutschen Rechts“.
2008 begann er sein Referendariat im Bezirk des Kammergerichts mit der Wahlstation am Bundesverfassungsgericht, wo er, kurz nach dem zweiten Staatsexamen, von 2011 bis 2013 als wissenschaftlicher Mitarbeiter im Dezernat von Gertrude Lübbe-Wolff arbeitete. 2016 wurde er an der Juristischen Fakultät der Humboldt-Universität zu Berlin mit der durch die Deutsche Forschungsgemeinschaft (DFG) geförderten Arbeit „Das rechtliche Gehör im Strafverfahren“ habilitiert. Er erwarb die Lehrbefugnis für Strafrecht, Strafprozessrecht, Strafvollzug, Europäisches Strafrecht und Rechtsvergleichung.
Seit 2023 hat er den Lehrstuhl für Strafrecht, Strafprozessrecht, Sanktionenlehre und Menschenrechte an der Europa-Universität Viadrina Frankfurt (Oder) inne und ist seit 2025 im zweiten Hauptamt Richter im 5. Strafsenat des Kammergerichts.
Erol Pohlreich ist verheiratet und Vater eines Kindes.

## Werke (Auswahl)
- „Ehrenmorde“ im Wandel des Strafrechts. Eine vergleichende Untersuchung unter Berücksichtigung des römischen, französischen, türkischen und deutschen Rechts. (online) Duncker & Humblot, Berlin 2009, ISBN 978-3-428-13165-5 (Dissertation).
- Das rechtliche Gehör im Strafverfahren. Mohr Siebeck, Tübingen 2016, ISBN 978-3-16-154923-6 (Habilitationsschrift).
- mit Martin Heger: Strafprozessrecht, Kohlhammer, 2. Aufl., Heidelberg 2018, ISBN 978-3-17-035520-0.